# Schildkröten können fliegen
Schildkröten können fliegen (Originaltitel: لاک‌پشت‌ها هم پرواز می‌کنند Lakposchtha ham parwaz mikonand) ist ein Film des iranisch-kurdischen Regisseurs Bahman Ghobadi aus dem Jahre 2004. Er wurde teilweise im Iran und teilweise in der Autonomen Region Kurdistan gedreht. 

## Handlung
Die Ereignisse des Filmes spielen sich an der Grenze zwischen der Autonomen Region Kurdistan und der Türkei in einem Flüchtlingslager im Jahre 2003 ab. Unter den kurdischen Flüchtlingen herrscht eine Lage voller Verzweiflung und sie verfolgen über Satellitenfernsehen die CNN-Nachrichten, um sich über den drohenden Krieg zu informieren. Der einzige, der die Nachrichten zu verstehen scheint, ist ein 13-jähriger Junge, der Satellit genannt wird. Obwohl er seine Englischkenntnisse nur vorspielt, hat er dadurch einen hohen Status unter den Flüchtlingen. Er ist der Anführer einer Kindergruppe, die die umliegende Gegend nach irakischen Minen absucht, da sie Geld einbringen. Bald lernt er ein Mädchen namens Agrin kennen, das mit ihrem verstümmelten Bruder und einem blinden Zweijährigen im Lager eintraf. Er verliebt sich in sie und versucht zu ihr durchzudringen, was ihm aufgrund ihres Traumas schwerfällt. Es stellt sich heraus, dass der Zweijährige das Kind Agrins ist, das sie bekommen hat, nachdem sie von Soldaten vergewaltigt wurde. Nach erfolglosen Versuchen gelingt es dem traumatisierten Mädchen, das Kind zu töten. Anschließend begeht sie Selbstmord. Schließlich kann sich „Satellit“ auch nicht mehr über den Einmarsch der US-Amerikaner freuen.

## Kritiken
„Schildkröten können fliegen liefert eine einzigartige Perspektive auf das Thema Krieg. Unmittelbar gelingt es dem Film das Gefühlschaos der Kinder einzufangen, die einerseits dem Krieg schon fast entgegenfiebern, da er ihr Leben grundlegend verändern, vielleicht sogar verbessern wird und andererseits von der Befürchtung erfüllt sind, dass morgen „alles vorbei“ sein könnte.“

„Keinen Moment lang lässt Bahman Ghobadi (‚Zeit der trunkenen Pferde‘) in seinem Drama Zweifel daran aufkommen, dass es für diese kriegsversehrten Kinder kein Happy End geben wird. Sie sind gezeichnet durch Narben an Körper und Seele, auch wenn sie scheinbar einen Weg gefunden haben, mit all der Gewalt und ständigen Bedrohung um sie herum zu leben. Ungeschönt zeigt Ghobadi, wie die Kinder unter Einsatz ihres Lebens die Minen entschärfen. Minen, die danach über den Schwarzmarkt doch nur wieder auf denselben Feldern landen werden. Erschütterndes wie realitätsnahes Drama.“

## Auszeichnungen
Der Film gewann:
- Goldene Muschel auf dem 52. San Sebastián International Film Festival
- Goldenen Prometheus auf dem Tbilisi International Film Festival
- Friedensfilmpreis auf der Berlinale 2005
- Silberner Hugo auf der 40. Chicago International Film Festival
- Special Jury Prize auf dem Tokyo International Film Festival 2004
- Oscar-Nominierung in der Kategorie Bester fremdsprachiger Film 2005
- Goldener Delphin auf der Festróia 2005
- Aurora beim Tromsø Internasjonale Filmfestival 2005
- Index on Censorship Film Award 2006[4]